# (37878) 1998 FG43
1998 FG43 (asteroide 37878) é um asteroide da cintura principal. Possui uma excentricidade de 0.16163560 e uma inclinação de 15.58902º.
Este asteroide foi descoberto no dia 20 de março de 1998 por LINEAR em Socorro.